# ORP Jaskółka (1918)
Pour les autres navires du même nom, voir ORP Jaskółka.
L'ORP Jaskółka était un dragueur de mines polonais de l’entre-deux-guerres. Il fut le premier des trois navires de ce nom ayant servi dans la marine polonaise. Il était l’un des quatre dragueurs de mines allemands de classe FM qui ont été en service en Pologne. Le navire a été construit en Allemagne sous le nom de FM 27 à la fin de la Première Guerre mondiale et acheté par la Pologne en 1920. Il a servi dans la marine polonaise jusqu’en 1931.

## Historique
Le navire a été construit en 1918 en Allemagne et appartenait à une grande série de petits chalutiers avec un faible tirant d'eau de classe FM, commandés par la marine impériale allemande à la fin de la Première Guerre mondiale. Selon la littérature la plus récente, il s’agissait de l’ancien dragueur de mines FM 27, qui a été lancé en 1918 au chantier naval Caesar Wollheim-Werft à Wrocław mais n’a pas été achevé avant la fin de la guerre,,. Des publications plus anciennes ont également rapporté qu’il s’agissait du FM 2 allemand.
Après que la Pologne ait retrouvé son indépendance et créé sa marine, les efforts pour acheter des navires ont commencé. En 1920, le ministère de la Marine décida d’acheter quatre chalutiers de classe FM ex-allemands. Les unités ont été achetées le 24 septembre 1920 à la société finlandaise R.W. Hoffströms Skogsbyrå, à la suite de la démobilisation de la marine guerre allemande. Les unités étaient situées à Hambourg. Le prix d’achat était de 1,8 million de marks allemands (environ 34 000 USD ou 46 kg d’or) par navire. Après des réparations au Danemark, les dragueurs de mines arrivent à Gdańsk en février 1921. Après l’achat, le FM 27 reçut le nom provisoire de Finlandia II puis de « chalutier n° 1 », puis par ordre annoncé le 7 avril 1921, le nom définitif : Jaskółka (en français : Hirondelle), introduisant dans la marine polonaise la tradition de donner aux dragueurs de mines des noms d’oiseaux. Le 24 juin 1921, une commission militaire prend possession du navire. Il entra au service de la Pologne le 1er mars 1921. Son premier commandant fut le capitaine Marian Wolbek, en même temps commandant du Groupe de chalutiers. Les dragueurs de mines sont devenus une partie de l’escadre d’exercice et ont été utilisés principalement pour former des spécialistes maritimes et patrouiller dans les eaux territoriales polonaises. Les navires ont été achetés sans armement ni équipement. En service polonais, ils ont d’abord reçu 2 mitrailleuses Maxim MG 08 de 7,92 mm, puis aussi un canon Hotchkiss de 47 mm modèle 1885. Des ensembles de dragueurs de mines et de mines ont été achetés en Estonie. En 1930, le navire fait partie de l’escadre des mines. En raison de l’usure des mécanismes et de la non-rentabilité d’effectuer d’autres réparations, il a été désarmé et rayé de la liste navale le 12 octobre 1931, avec les dragueurs de mines de classe FM restants.
Après des tentatives infructueuses de vente du navire, il a été remis en 1933 à la branche navale de l’Association des fusiliers. À cette époque, c’était un ponton sans propulsion, avec un poids de coque de 132 tonnes. Les tentatives d’utilisation par l’Association des fusiliers n’ont pas été couronnées de succès et, selon les rapports, le "Jaskółka" est ensuite allé à la société Neptun, qui l’a reconstruit comme bateau à moteur et l’a utilisé comme cargo sur la Vistule. Son sort ultérieur est inconnu.